# Anton von Stabel

Der badische Staatsminister Anton von Stabel

Anton Stabel, ab 1877 von Stabel, (* 9. Oktober 1806 zu Stockach; † 22. März 1880 in Karlsruhe) war ein badischer Staatsmann und Jurist des 19. Jahrhunderts.

## Leben und Wirken
Stabel wurde als Sohn des fürstlich fürstenbergischen Beamten Jakob Stabel sowie dessen Frau Maria Anna geboren und besuchte das Gymnasium in Donaueschingen. Im Anschluss studierte er an der Universität Tübingen und an der Universität Heidelberg Staats- und Rechtswissenschaften und trat 1828 in den Staatsjustizdienst. Während seines Studiums wurde er 1822 Mitglied der Burschenschaft Germania Tübingen und trat dem dortigen Burschenverein sowie der Burschenschaft Feuerreiter bei; 1823 wurde er Mitglied der Alten Heidelberger Burschenschaft.
1832 wurde er zum Obergerichtsadvokaten und Prokurator in Mannheim, 1838 zum Mitglied des dortigen Hofgerichts, 1841 zum Hofgerichtsrat und in demselben Jahr zum Professor der Jurisprudenz an der Albert-Ludwigs-Universität Freiburg ernannt.
1845 wurde er Hofgerichtspräsident in Freiburg, 1847 Vizekanzler des Oberhofgerichts des Großherzogtums Baden in Karlsruhe und 1849 Präsident der Ministerien des Innern und der Justiz im so genannten Reaktionsministerium. Dabei machte er sich um die Reform der Justiz sehr verdient. Nachdem er 1850 Mitglied des Erfurter Unionsparlaments gewesen war, trat er 1851 wieder als Oberhofrichter an die Spitze des obersten Gerichtshofs und ward 1853 zum Mitglied und Vizepräsidenten der Ersten Kammer ernannt.
Als Berichterstatter der Kommission der Ersten Kammer über das Konkordat in der Landtagssession 1859–1860 wies er nach, dass für dasselbe gemäß der Verfassung die ständische Zustimmung unerlässlich sei. Als infolgedessen das Konkordatsministerium Meysenbug-Stengel stürzte, wurde von Stabel im April 1860 zum Minister der Justiz und des Auswärtigen und 1861 zum Präsidenten des Ministeriums und Staatsminister ernannt.
Er leitete nun die badische Kirchengesetzgebung und schuf die auch für andere deutsche Staaten vorbildliche badische Gerichtsverfassung. Im Juli 1866 in Ruhestand versetzt, trat er Anfang 1867 nochmals als Justizminister in das Ministerium Mathy ein, schied aber nach dessen Tod 1868 wieder aus und zog sich in das Privatleben zurück.
Am 26. April 1877 wurde er in Karlsruhe in den badischen erblichen Adelsstand erhoben. Drei Jahre später starb er am 22. März 1880 in Karlsruhe an einer Lungenentzündung.

## Werke
- Vorträge über das französische und badische Zivilrecht, Freiburg 1843.
- Vorträge über den bürgerlichen Prozeß, Heidelberg 1845.
- Institutionen des französischen Zivilrechts, Mannheim 1871, 2. Aufl. 1883.